# Anselm van Joinville
Anselm van Joinville (circa 1265 - 1343) was van 1317 tot aan zijn dood heer van Joinville. Hij behoorde tot het huis Joinville.

## Levensloop
Anselm was een zoon van heer Jan van Joinville en diens tweede echtgenote Adelheid, dochter van heer Wouter van Reynel. Na de dood van zijn oudere broer Jan werd hij in 1304 heer van Reynel en Rimaucourt. In 1317 volgde hij zijn vader, die meer dan 90 jaar geworden was, op als heer van Joinville.
Net als zijn vader volgde Anselm een carrière in dienst van de Franse koning. In 1316, tijdens de successiecrisis die zich voordeed na het overlijden van koning Lodewijk X, steunde hij Filips van Poitiers, van wie hij een trouwe bondgenoot was. Nadat Filips onder de naam Filips V koning van Frankrijk geworden was, trad Anselm toe tot diens koninklijke raad.
Na een korte onderbreking tijdens het bewind van koning Karel IV werd Anselm onder koning Filips VI van Frankrijk opnieuw lid van de koninklijke raad. Vanaf 1335 speelde hij een sleutelrol in de regering van het koninkrijk, als vertrouweling van Miles de Noyers, het belangrijkste raadslid. Als seneschalk van het graafschap Champagne was hij ook nauw betrokken bij de versteviging van de fortificaties in het oosten van Frankrijk, in het kader van de voorbereidingen voor de oorlog met Engeland. Ook had Anselm invloed op de financiële zaken van het koninkrijk en werd hij in 1338 voorzitter van de Rekenkamer. In tegenstelling tot de meeste koninklijke adviseurs probeerde Anselm te vermijden dat er schulden gemaakt werden en ook ging hij spaarzaam om met zijn rijkdommen. In 1339 benoemde Filips VI hem, ter ere van zijn lange loopbaan, tot maarschalk van Frankrijk.
Anselm van Joinville overleed in 1343, op ongeveer tachtigjarige leeftijd.

## Huwelijken en nakomelingen
In 1302 huwde Anselm met zijn eerste echtgenote Laura, dochter van graaf Simon IV van Saarbrücken. Ze kregen volgende kinderen:
- Johanna, vrouwe van Rimaucourt, huwde eerst met Jan van Noyers, graaf van Joigny, en daarna in 1335 met Aubert VI van Hangest, heer van Genlis.

Nadat hij weduwnaar geworden was, hertrouwde hij in 1323 met Margaretha (1305-1365), dochter van graaf Hendrik III van Vaudémont. Ze kregen volgende kinderen:
- Hendrik V (1327-1365), heer van Joinville en graaf van Vaudémont
- Isabella, huwde in 1348 met Jan van Vergy, heer van Mirebeau
- Mathilde, huwde met heer Karel van Haraucourt